# Латит
Латит (енгл. Latite, фр. Latite, рус. Латит) је вулканска стена изграђена од фенокристала оливина, аугита и лабрадора који се налазе у стакластој основној маси калијског карактера. Ова интермедијарна магматска стена је кенотипни (млађи) изливни еквивалент монцонита. Настаје кристализацијом лаве интермедијарног састава, на површи Земље.

## Карактеристике
Минерали који изграђују латит су:
- алкални фелдспат: санидин,
- плагиоклас: андезин,
- бојени минерал: биотит, хорнбленда, аугит.

Структура латита је порфирска, док је његова текстура масивна.
Порастом учешћа алкалног фелдспата латити прелазе у трахите а смањењем алкалног фелдспата у андезите или базалте зависно од присуства киселих или базичних плагиокласа.